# Verdun-Louis Saulnier
Verdun-Louis Saulnier (* 1. Januar 1917 in Rom; † 29. September 1980 in Paris) war ein französischer Romanist und Literaturwissenschaftler.

## Leben und Werk
Saulnier war Schüler der École normale supérieure, Agrégé und Chargé d’enseignement an der Universität Lyon. Er habilitierte sich mit der Arbeit Le Prince de la Renaissance lyonnaise initiateur de la Pléiade. Maurice Scève, italianisant, humaniste et poète, ca. 1500–1560. Les milieux, la carrière, la destinée (erschienen u.d.T. Maurice Scève, ca. 1500–1560, 2 Bde., Paris 1948/1949, Genf/Paris 1981, Genf 2003). Von 1949 bis 1980 war er an der Sorbonne Inhaber des Lehrstuhls für die Geschichte des französischen Humanismus.

Nach ihm wurde an der Sorbonne das Centre V. L. Saulnier (Centre de recherche sur la création littéraire en France à la Renaissance)  benannt, das jährlich ein Colloque V. L. Saulnier organisiert, ferner die Association V. L. Saulnier, welche die Jahresschrift Cahiers V. L. Saulnier herausgibt, in der die Akten des Kolloquiums publiziert werden (allesamt 1982 von Robert Aulotte gegründet).

## Weitere Werke

### Französische Literaturgeschichte vom Mittelalter bis zur Romantik
- La Littérature française de la Renaissance, Paris 1942, 10. Auflage 1973 (Que sais-je ? 85)
- La Littérature française du siècle classique, Paris 1943, 10. Auflage 1977 (Que sais-je ? 95)
- La Littérature française du siècle philosophique, 1715–1802, Paris 1943, 10. Auflage 1976 (Que sais-je ? 128)
- La Littérature française du Moyen Age, Paris 1943, 7. Auflage 1967(Que sais-je ? 145)
- La Littérature française du siècle romantique, Paris 1945, 10. Auflage 1972 (Que sais-je ? 156)

### Monographien und Ausgaben (in Auswahl)
- Compagnons naguère. Poèmes de longue date, Le Mans 1944
- (Hrsg.) Anthologie poétique de Béroalde de Verville, Paris 1945
- (Hrsg.) Théâtre profane  de Marguerite de Navarre, Paris 1946
- Du Bellay. L’homme et l’œuvre, Paris 1951, 1960
- Les Élégies de Clément Marot, Paris 1952, 1968
- Le Dessein de Rabelais, Paris 1957
- Rabelais dans son enquête. Etude sur le Quart et le Cinquième livre, publié par Jean Céard, Paris 1982
- Rabelais dans son enquête. La sagesse de Gargantua. Le dessein de Rabelais, Paris 1983